# Zolmitriptan
Zolmitriptanul este un medicament din clasa triptanilor și este utilizat în tratamentul migrenelor. Căile de administrare disponibile sunt: orală și intranazală.
Molecula a fost patentată în 1990 și a fost aprobată pentru uz medical în anul 1997.

## Utilizări medicale
Zolmitriptanul este indicat în tratamentul acut al fazei de cefalee a episoadelor de migrenă, cu sau fără aură.

## Farmacologie
Zolmitriptanul este un agonist selectiv al receptorilor pentru serotonină (de tipul 5-HT1B și 5-HT1D) de la nivelul vaselor sanguine cerebrale.